# Ольга Короткевич
Ольга Короткевич (біл. Вольга Караткевіч, 8 липня 1972 — 29 червня 2016) — журналіст Радіо Свобода (1996–2009).

## Біографія
Закінчила філологічний факультет БДУ. У журналістиці з 1994 року (телекомпанія «ФІТ», програма «Економіст»). Працювала на Радіо 101.2, Білоруської редакції Польського Радіо, газеті «Наша Ніва», в 1996–2009 роках на Радіо Свобода. Член Білоруської асоціації журналістів. Була координатором відділення журналістики в «Білоруському Колегіумі».
Писала вірші і прозу білоруською мовою, перекладала з польської та англійської.

## Твори
- Нічога новага, альбо Што забіла сабаку? (переклад Рея Бредбері)